# Gianni Vattimo
Gianteresio Vattimo, detto Gianni (Torino, 4 gennaio 1936 – Rivoli, 19 settembre 2023), è stato un filosofo e politico italiano.
Tra i massimi esponenti della corrente postmoderna, è teorizzatore del pensiero debole.

## Biografia
Nacque a Torino nel 1936, figlio secondogenito - aveva infatti una sorella di otto anni maggiore - di un poliziotto calabrese originario di Cetraro (in provincia di Cosenza), deceduto quando Gianni aveva solo un anno e mezzo, e di una sarta torinese. 
Nel 1943, durante la seconda guerra mondiale, dopo che l'abitazione torinese fu rasa al suolo la famiglia si trasferì a Cetraro (in provincia di Cosenza) dal fratello del padre, dove rimase per circa due anni. Ritornarono poi in pianta stabile a Torino nel settembre del 1945.
Già durante il soggiorno calabrese Vattimo s'interessò precocemente alla letteratura. Fu pubblicata a sue spese una poesia in un'antologia intitolata "Poeti italiani per l'amore e la bontà" dell'editore Gastaldi. 
Scrisse inoltre un romanzo breve ambientato a Cetraro e avente per argomento il tentativo, da parte di due ragazzi, di realizzare un modellino di aeroplano. Il manoscritto fu accettato da Paola Bologna, direttrice del settimanale per ragazzi Gazzetta dei Piccoli, ma poi non fu pubblicato per la chiusura del giornale.
Studente del liceo classico Vincenzo Gioberti, fu attivo in quegli anni nella Gioventù Studentesca di Azione Cattolica, e collabora a Quartodora, rivista del movimento diretta da Michele L. Straniero. In un'intervista del 2016, ebbe a definirsi un "cattolico militante", essendo di fatto influenzato dalla lettura di Jacques Maritain, Emmanuel Mounier e dei racconti di Georges Bernanos, e dunque portato dalla fede ad un disinteresse per il razionalismo storico, l'Illuminismo e le filosofie di Hegel e Marx.
Allievo di Luigi Pareyson assieme a Umberto Eco con cui ha condiviso amicizia e interessi, si laureò in filosofia nel 1959 a Torino. Negli anni cinquanta lavorò ai programmi culturali della Rai. Conseguì la specializzazione a Heidelberg, con Karl Löwith e Hans-Georg Gadamer, di cui ha introdotto il pensiero in Italia. Nel 1964 divenne professore incaricato e nel 1969 ordinario di estetica all'Università di Torino, nella quale fu preside, negli anni settanta, della facoltà di lettere e filosofia. Dal 1982 al 2008 fu ordinario di filosofia teoretica presso la stessa università; che lo nominò professore emerito dopo che andò in pensione. Nel 1986 ideò e condusse su Rai 3 il programma televisivo di divulgazione filosofica La clessidra.
Ha insegnato come visiting professor negli Stati Uniti e ha tenuto seminari in diversi atenei del mondo. È stato direttore della Rivista di estetica, membro di comitati scientifici di varie riviste italiane e straniere, socio corrispondente dell'Accademia delle Scienze di Torino, nonché editorialista per i quotidiani La Stampa e la Repubblica e per il settimanale L'Espresso. Ha diretto la rivista Tropos. Rivista di ermeneutica e critica filosofica (edita da Aracne Editrice). Per le sue opere ha ricevuto lauree honoris causa dalle università di La Plata, Palermo, Madrid e dalla Universidad Nacional Mayor de San Marcos di Lima. È stato più volte docente alle Vacances de l'Esprit (1995, 1997 e 2004).
Ha svolto attività politica in diverse formazioni: prima nel Partito Radicale, poi in Alleanza per Torino, successivamente nei Democratici di Sinistra (dal 25 aprile 1999 al 30 gennaio 2004), per i quali è stato parlamentare europeo, e nel Partito dei Comunisti Italiani (PdCI). Nel 2005 fu candidato da una lista civica a sindaco di una cittadina calabrese, San Giovanni in Fiore, per combattere la "degenerazione intellettuale" che affliggeva quel paese, non riuscendo tuttavia ad arrivare al secondo turno ma venendo eletto consigliere comunale.
Il 30 marzo 2009 annunciò la sua candidatura a parlamentare europeo nelle liste dell'Italia dei Valori di Antonio Di Pietro, rivendicando tuttavia le proprie origini comuniste, venendo eletto nella circoscrizione Italia nord-occidentale. Nel marzo 2012 è relatore al congresso nazionale del Grande Oriente d'Italia a Rimini. Il 21 gennaio 2015, giorno dell'anniversario della fondazione del PCd'I, annuncia la sua adesione al Partito Comunista.
Il suo ideale politico-religioso si riassume in una forma da lui definita "comunismo cristiano" e "comunismo ermeneutico", un ideale antidogmatico di "comunismo debole" nel pensiero e nell'essere, che si ispira alla vita comunitaria delle prime comunità cristiane. Esso rinnega e si oppone alla violenza della industrializzazione pesante forzata e dello stalinismo in genere, così come alle tesi di Lenin e del terrorismo, muovendo a favore di una sinistra improntata al dialogo, alla dialettica e alla tolleranza.
Vattimo è morto il 19 settembre 2023 per complicazioni della malattia di Parkinson, che lo affliggeva da tempo.

## Pensiero
Nelle sue opere Gianni Vattimo si è occupato dell'ontologia ermeneutica contemporanea, proponendone una propria interpretazione, che ha chiamato pensiero debole, in contrapposizione con le diverse forme di pensiero forte dell'Otto-Novecento: l'hegelismo con la sua dialettica, il marxismo, la fenomenologia, la psicanalisi, lo strutturalismo. Ognuno di questi movimenti si è proposto come superamento delle posizioni filosofiche precedenti e smascheramento dei loro errori. Ma ogni volta l'errore, secondo Vattimo, consisterebbe proprio in questo gesto teoretico. Non ci sono nuovi inizi, l'errore consiste proprio nella volontà di porre delle fundamenta inconcussa che non possono esistere. Il pensiero debole è invece un atteggiamento della postmodernità che accetta il peso dell'"errore", ossia del caduco, dell'effimero, di tutto ciò che è storico e umano. È la nozione di verità a doversi modellare sulla dimensione umana, non viceversa.

### Il pensiero debole
Secondo Vattimo il pensiero debole è la chiave per la democratizzazione della società, in particolare per la storia europea, la diminuzione della violenza e la diffusione del pluralismo e della tolleranza. In questo senso deve essere almeno segnalata la grande e decisiva importanza che assume nel suo pensiero la nozione di nichilismo, che rimette all'eredità di Nietzsche ed Heidegger e si lega a vari temi vattimiani (dall'etica, alla politica, dalla religione - l'indebolimento di Dio - alla teoria della comunicazione). Con le sue opere più recenti (in particolare Credere di credere) ha rivendicato al proprio pensiero anche la qualifica di autentica filosofia cristiana per la postmodernità.
Avvalendosi infatti della visione cristiana del maestro Pareyson e del teologo Sergio Quinzio, Vattimo rifiuta l'identificazione di Dio nell'essere razionale, così come concepito dalla tradizione filosofica occidentale. Di Pareyson e Quinzio, però, non condivide la visione religiosa tragica. Suggestionato dalle opere dell'antropologo francese René Girard, Vattimo legge la vicenda di Cristo come rifiuto di ogni sacrificio, anzitutto umano ed esistenziale. La kénosis (lett. "svuotamento") divina è a vantaggio della libertà e della pace umana.
Le ultime posizioni del filosofo rappresentano una svolta, sia nella sua impostazione filosofica dell'interpretazione del presente, sia nel campo dell'attività politica. Nel 2004 abbandona il partito dei Democratici di Sinistra e abbraccia il marxismo rivalutandone positivamente l'autenticità e validità dei principi progettuali, auspicando un "ritorno" al pensiero del filosofo di Treviri e a un comunismo epurato dagli sviluppi delle distorte politiche pubbliche sovietiche da superare dialetticamente. Per quanto la svolta possa apparire contraddittoria con le precedenti posizioni, Vattimo rivendica la continuità delle nuove scelte con il processo di ricerca sul pensiero debole, pur ammettendo il cambiamento di "molte delle sue idee". È lo stesso filosofo a parlare di un "Marx indebolito", ovvero di una base ideologica capace di illustrare la vera natura del comunismo e adatta nella pratica politica a superare ogni tipo di pudore liberal. L'approdo al marxismo si configura quindi come una tappa dello sviluppo del pensiero debole, arricchito nella prassi da una prospettiva politica concreta.

### Etica e natura
Vattimo ha anche espresso posizioni ambientaliste ed in particolare a favore dei diritti degli animali. Ad esempio ha dichiarato:
Da parlamentare europeo si è battuto, tra l'altro, contro la sperimentazione animale
e contro il maltrattamento degli animali negli allevamenti.

## Vita privata
Descritto a più voci come uno degli intellettuali più influenti della sua epoca, Vattimo dichiarò pubblicamente la sua omosessualità, da lui conciliata con la sua fede cristiana. Nei suoi ultimi anni d'insegnamento universitario sviluppò una concezione di Cristianesimo "secolarizzato", il quale non necessita di istituzioni ecclesiastiche, fondandosi sulla kénosis, ovvero lo "svuotamento" dell'idea di Dio. Per il filosofo il non riconoscere un "assoluto", inteso come una verità definitiva, porterebbe ad una maggiore accettazione della diversità sociale e culturale.
Il 20 aprile 2003 il compagno da 11 anni di Vattimo, Sergio Mamino, storico dell'architettura, malato di tumore ai polmoni, muore nel bagno dell'aereo che lo stava portando nei Paesi Bassi per effettuare un'eutanasia. Ad accompagnarlo sull'aereo era presente lo stesso Vattimo.
Collaborò con vari quotidiani italiani e stranieri (La Stampa, L'Unità, il manifesto, il Fatto Quotidiano, Clarín, El País), con editoriali e riflessioni critiche su vari temi di attualità, politica e cultura.

## Controversie

### Accuse di antisemitismo
Vattimo è stato accusato di antisemitismo, a causa delle sue dichiarazioni sul controllo ebraico di banche, dove affermava: "Ricordiamoci che la Federal Reserve è di proprietà di Rothschild e Rockefeller" (anche se la famiglia Rockefeller non è ebrea). Renzo Gattegna, presidente dell'Unione delle Comunità Ebraiche Italiane (UCEI), lo accusò di antisemitismo, additando le sue dichiarazioni come "parole di odio che non aggiungono nulla di nuovo e che sono accompagnate dalla riproposizione squallida di stereotipi antisemiti". Anche Barbara Aiello, primo rabbino donna in Italia, corroborò queste accuse, tacciando Vattimo d'antisemitismo.
Il 9 gennaio 2009 rilasciò un'intervista al Corriere in cui dichiarava, riguardo a Israele
La dichiarazione, riferita ai missili Qassam con cui Hamas colpisce Israele, suscitò molte polemiche. Il filosofo chiarì tuttavia che le sue prese di posizione erano rivolte contro Israele e che non avevano nulla a che vedere con l’antisemitismo.

### Sull'aggressione a Berlusconi
In occasione dell'aggressione di Massimo Tartaglia a Silvio Berlusconi nel dicembre 2009, espresse a Radio Radicale la convinzione che quell'aggressione fosse stata una montatura; inoltre affermò che se l'aggressore avesse voluto veramente fare del male a Berlusconi sarebbe stato preferibile usare una pistola invece di una statuetta.

## Critiche
I principali oppositori del pensiero di Vattimo furono i filosofi Viano e Rossi, allievi di Abbagnano, e Maurizio Ferraris, ex allievo del filosofo torinese.

## Opere principali
- Il concetto di fare in Aristotele, Giappichelli, Torino, 1961.
- Essere, storia e linguaggio in Heidegger, Filosofia, Torino, 1963.
- Ipotesi su Nietzsche, Giappichelli, Torino, 1967.
- Poesia e ontologia, Mursia, Milano 1968 ISBN 9788842591009.
- Schleiermacher, filosofo dell'interpretazione, Mursia, Milano, 1968 ISBN 9788842592785.
- Introduzione ad Heidegger, Laterza, Roma-Bari, 1971.
- Il soggetto e la maschera, Bompiani, Milano, 1974.
- Le avventure della differenza, Garzanti, Milano, 1980.
- Al di là del soggetto, Feltrinelli, Milano, 1981.
- Il pensiero debole, Feltrinelli, Milano, 1983 (a cura di G. Vattimo e P. A. Rovatti)
- La fine della modernità, Garzanti, Milano, 1985.
- Introduzione a Nietzsche, Laterza, Roma-Bari, 1985.
- La società trasparente, Garzanti, Milano, 1989.
- Etica dell'interpretazione, Rosenberg & Sellier, Torino, 1989.
- Filosofia al presente, Garzanti, Milano, 1990.
- Oltre l'interpretazione, Laterza, Roma-Bari, 1994.
- Credere di credere, Garzanti, Milano, 1996.
- Vocazione e responsabilità del filosofo, Il Melangolo, Genova, 2000.
- Dialogo con Nietzsche. Saggi 1961-2000, Garzanti, Milano, 2001.
- Tecnica ed esistenza. Una mappa filosofica del Novecento, Bruno Mondadori, Milano, 2002.
- Dopo la cristianità. Per un cristianesimo non religioso, Garzanti, Milano, 2002 ISBN 88-11-59704-8.
- Nichilismo ed emancipazione. Etica, politica e diritto, a cura di S. Zabala, Garzanti, Milano, 2003.
- Il socialismo ossia l'Europa, Trauben, 2004.
- Il Futuro della Religione, con Richard Rorty. A cura di S. Zabala, Garzanti, Milano, 2005.
- Verità o fede debole? Dialogo su cristianesimo e relativismo, con René Girard. A cura di P. Antonello, Transeuropa Edizioni, Massa, 2006.
- Non essere Dio. Un'autobiografia a quattro mani, con Piergiorgio Paterlini, Aliberti editore, Reggio Emilia, 2006.
- Ecce comu. Come si ri-diventa ciò che si era, Fazi, Roma, 2007.
- After the Death of God, con John D. Caputo, Columbia University Press, 2007.
- Addio alla Verità, Meltemi, 2009.
- Introduzione all'estetica, Edizioni ETS, Pisa 2010.
- Magnificat. Un'idea di montagna, Vivalda, 2011.
- Hermeneutic Communism: From Heidegger to Marx, con Santiago Zabala, Columbia University Press, 2011.
- Della realtà, Garzanti, Milano, 2012.
- Comunismo ermeneutico: Da Heidegger a Marx, con Santiago Zabala, Garzanti, Milano 2014.
- Essere e dintorni, La Nave di Teseo, Milano 2018.
- Scritti filosofici e politici, La Nave di Teseo, Milano 2021.

Ha pubblicato presso Laterza un annuario filosofico a carattere monografico (Filosofia '86-'95). La sezione Filosofia 86 ha vinto il Premio Brancati nel 1987.

## Critica

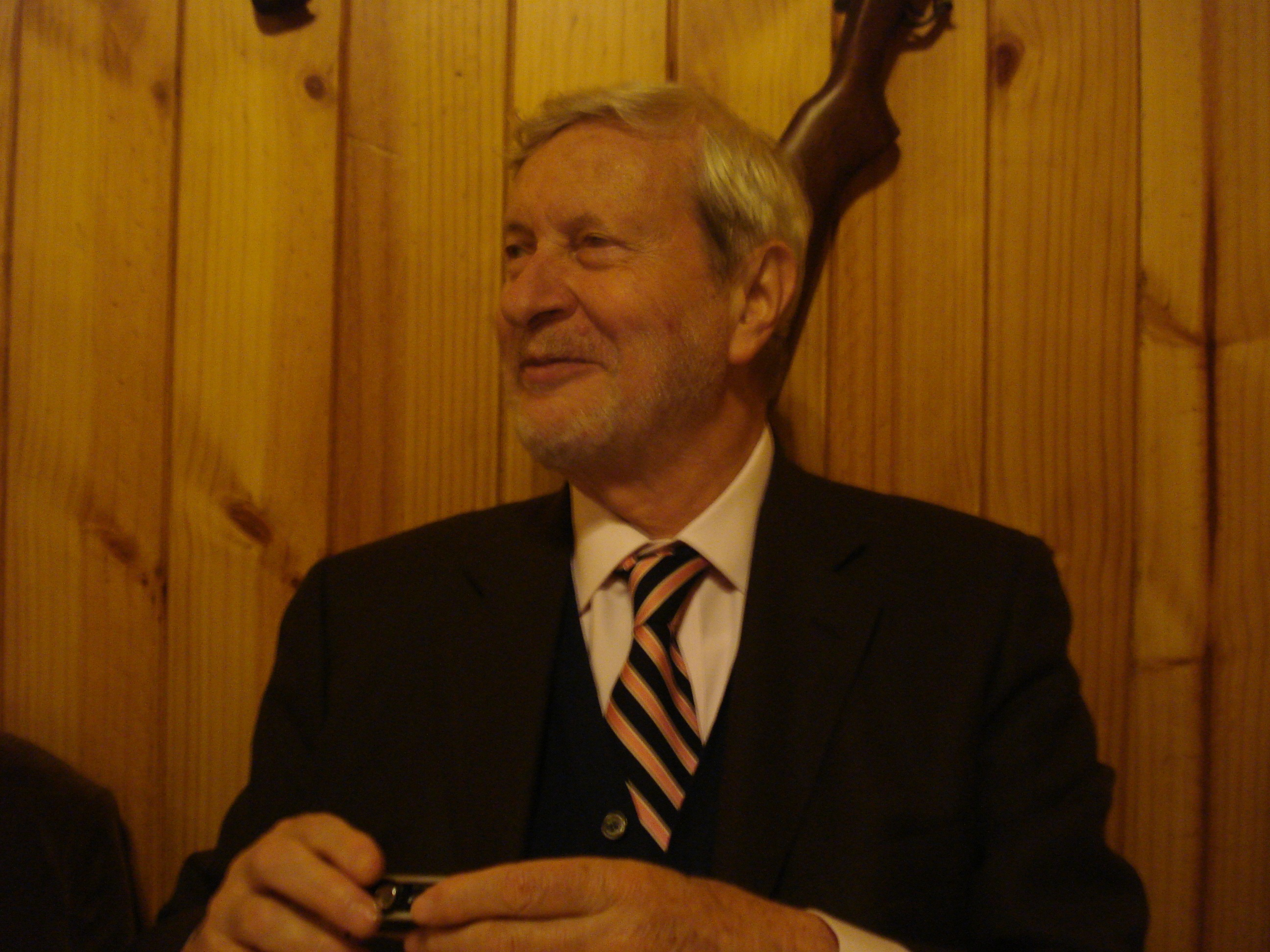
Vattimo a Lima, Perù, nel 2010

- (2005) Rossano Pecoraro, Niilismo e Pós(Modernidade). Introdução ao pensamento fraco de Gianni Vattimo, Rio de Janeiro-San Paolo, PUC-Loyola ED.
- (2006) "Dossier Vattimo", a cura di Rossano Pecoraro, in: "Alceu". Rivista del Dip. di Comunicazione della Pontificia Università Cattolica di Rio de Janeiro (disponibile on line).
- (2006) Davide Monaco, Gianni Vattimo. Ontologia ermeneutica, cristianesimo e postmodernità, Ets, Pisa 2006.
- (2006) Martin G. Weiss, Gianni Vattimo. Einführung. Vienna, Passagen 2006.
- (2006) Giovanni Giorgio, Il pensiero di Gianni Vattimo. L'emancipazione della metafisica tra dialettica ed ermeneutica, Franco Angeli, Milano, 2006.
- (2007) Weakening Philosophy. Essays in Honour of Gianni Vattimo, Edited by Santiago Zabala, Montréal: McGill-Queen's University Press, 2007.
- (2007) AA. VV., Numero della rivista A Parte Rei (Madrid), v. 54, dedicato a Vattimo (disponibile on line).
- (2008) Pensare l'attualità, cambiare il mondo, a cura di G. Chiurazzi, Bruno Mondadori, Milano.
- (2008) Enrico Redaelli, Il nodo dei nodi. L'esercizio del pensiero in Vattimo, Vitiello, Sini, Ets, Pisa 2008.
- (2008) L'apertura del presente. Sull'ontologia ermeneutica di Gianni Vattimo, a cura di L. Bagetto, Tropos. Rivista di ermeneutica e critica filosofica, anno I, numero speciale.
- (2009) Mario Kopić, Gianni Vattimo Čitanka / Gianni Vattimo Reader. Zagabria, Antibarbarus 2009.
- (2009) Carlos Muñoz Gutiérrez, Daniel Mariano Leiro, Víctor Samuel Rivera (a cura di), Ontología del declinar. Diálogos con la hermenéutica nihilista de Gianni Vattimo, Buenos Aires, Biblos.
- (2009) Carlos Pairetti, Introducción al pensamiento de Gianni Vattimo: Nihilismo y hermenéutica, Córdoba, Editorial de la Universidad Católica de Córdoba.
- (2011) Teresa Oñate, Daniel Leiro, Óscar Cubo, Amanda Nuñez (a cura di), El compromiso del espíritu actual. Con Gianni Vattimo en Turín, Cuenca, Aldebarán.
- (2011) Ricardo Milla, Vattimo y la hermenéutica política, in Isegoria (Madrid), giugno, N° 44, pp. 339–343.
- (2013) Ricardo Milla, Emancipación de la metafísica. Hermenéutica política en Gianni Vattimo, in Perseitas (Colombia), Vol. 1, N° 1, pp. 102–135, http://www.funlam.edu.co/revistas/index.php/perseitas/article/view/912/858
- (2016) Brais González Arribas, Reduciendo la violencia. La hermenéutica nihilista de Gianni Vattimo. Madrid, Dykinson.
- (2024) Pierfrancesco Stagi, Gianni Vattimo, in Il pensiero filosofico-religioso italiano nel Novecento, a cura di O. Brino e C. Belloni, "Associazione Italiana di Filosofia della Religione" (AIFR), Università di Urbino: https://www.pensierofilosoficoreligiosoitaliano.org/node/94

## Video
- GIANNI VATTIMO: "Sono solo amichevole se non ho dei fortissimi valori da difendere". Intervista a Gianni Vattimo di Reinhold Jaretzky nel 2006 nel suo appartamento torinese in occasione della sua autobiografia "Non Essere Dio: Un'autobiografia a quattro mani" https://www.youtube.com/watch?v=StaVXlSQqrI